# Metropol (almanach)

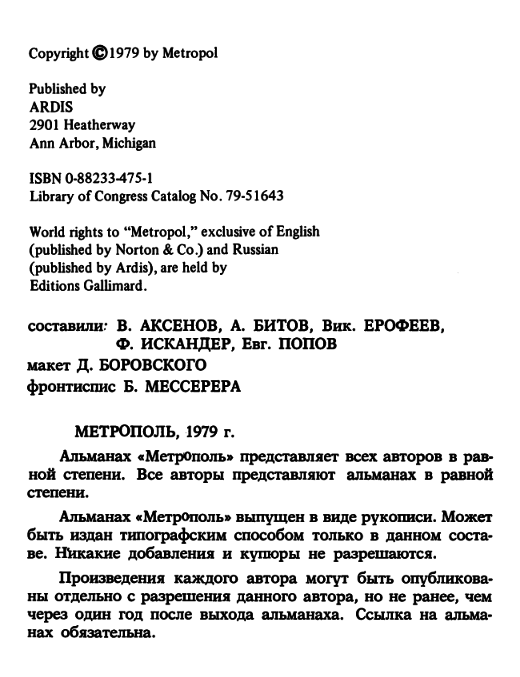
Úvodní strana Metropolu

Literární almanach MetrOpol (rusky  Альманах «МетрОполь») je nejslavnější publikací ruského samizdatu. Byl vydán v lednu 1979 v počtu 12 výtisků formátu A2 v grafické úpravě Davida Borovského a Borise Messerera. Na přípravě almanachu se podíleli jak představitelé undergroundu (Jurij Kublanovskij z básnické skupiny SMOG, teolog Viktor Trostnikov), tak autoři oficiálně vydávaní a úspěšní (Andrej Vozněsenskij, Bella Achmadulinová, Vladimir Vysockij), kteří se odmítali smířit se zásahy cenzury do své tvorby. Proto je v tiráži almanachu upozornění, že může být reprodukován pouze jako celek, bez jakýchkoli zásahů. Původně autoři usilovali o vydání MetrOpolu legální cestou, napsali dokonce v tom smyslu dopis Leonidu Brežněvovi (šlo o umělecké texty, které neobsahovaly otevřenou kritiku režimu). Reakcí oficiálních míst však bylo tvrdé odmítnutí a označení almanachu za protistátní provokaci. Kavárna „Rytmus“ na Miusském náměstí v Moskvě, kde měla 23. ledna 1979 proběhnout vernisáž almanachu za účasti umělců, diplomatů, kosmonautů i zahraničních novinářů, byla uzavřena pod záminkou porušování hygienických předpisů. Následovala tvrdá mediální kampaň, připomínající Antichartu v ČSSR; almanach byl označován za „antiumělecký, bezcenný, pornografii ducha“, předseda moskevské organizace Svazu spisovatelů Felix Kuzněcov nazval jeho autory „literárními Vlasovci“. V důsledku skandálu byli účastníci almanachu vyloučeni ze Svazu spisovatelů (což v praxi znamenalo zákaz publikování), zbaveni zaměstnání, Vasilij Aksjonov a Juz Aleškovskij byli přinuceni emigrovat. Mezitím americký spisovatel John Updike, který do almanachu přispěl svojí povídkou (otištěnou v originále i ruském překladu), zařídil vydání MetrOpolu v zahraničí v nakladatelství Ardis Publishing.
Jeden z organizátorů almanachu Viktor Jerofejev napsal: „V té době už moc přestala uhánět na ideologickém buldozeru, sotva se vlekla, ale ještě dokázala ničit vše živé okolo. MetrOpol dokázal, že této moci bylo možné, ba nutné, klást odpor. Almanach, v němž byli zastoupeni uznávaní i začínající autoři, se stal rentgenem, který prosvítil celou společnost.“  